# Макати
Мака́ти — город в Столичном регионе Филиппин, на острове Лусон, Филиппины. Население — 510 383 чел. (по переписи 2007 года), что делает Макати 16-м по величине городом в стране. Макати с 1950-х годов является финансовым центром Филиппин и одним из крупнейших финансовых, коммерческих и экономических центров в Азии. В городе находятся научно-исследовательские институты с мировой известностью.

## Города-побратимы
- Клуж-Напока, Румыния
- Лос-Анджелес, США
- Рамапо[англ.], США
- Владивосток, Россия
- Каламба, Лагуна, Филиппины